# Édouard de Max
Édouard de Max, pseudonimo di Eduard Alexandru Max (Iași, 14 febbraio 1869 – Parigi, 28 ottobre 1924), è stato un attore rumeno naturalizzato francese.

## Biografia

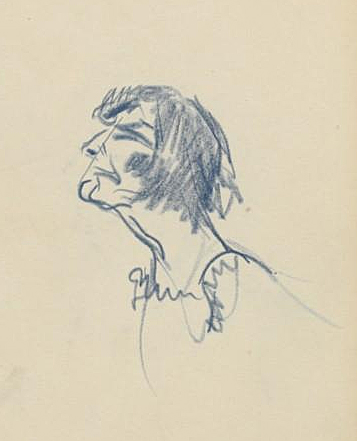
Caricatura di Édouard de Max (1941)

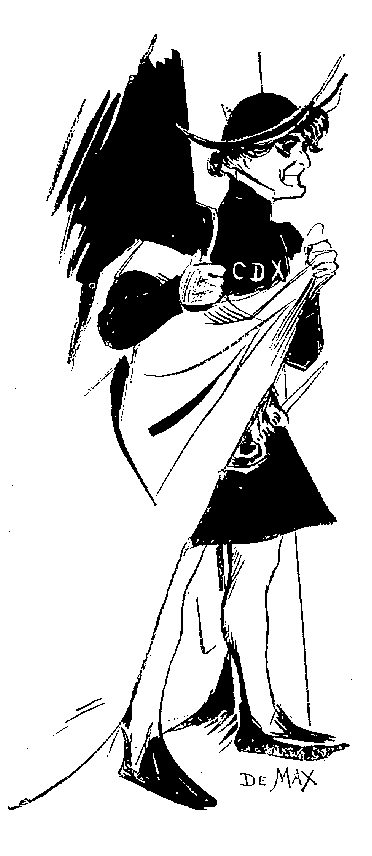
Édouard de Max nel ruolo di Homodei nello spettacolo di Victor Hugo Angelo tiranno di Padova

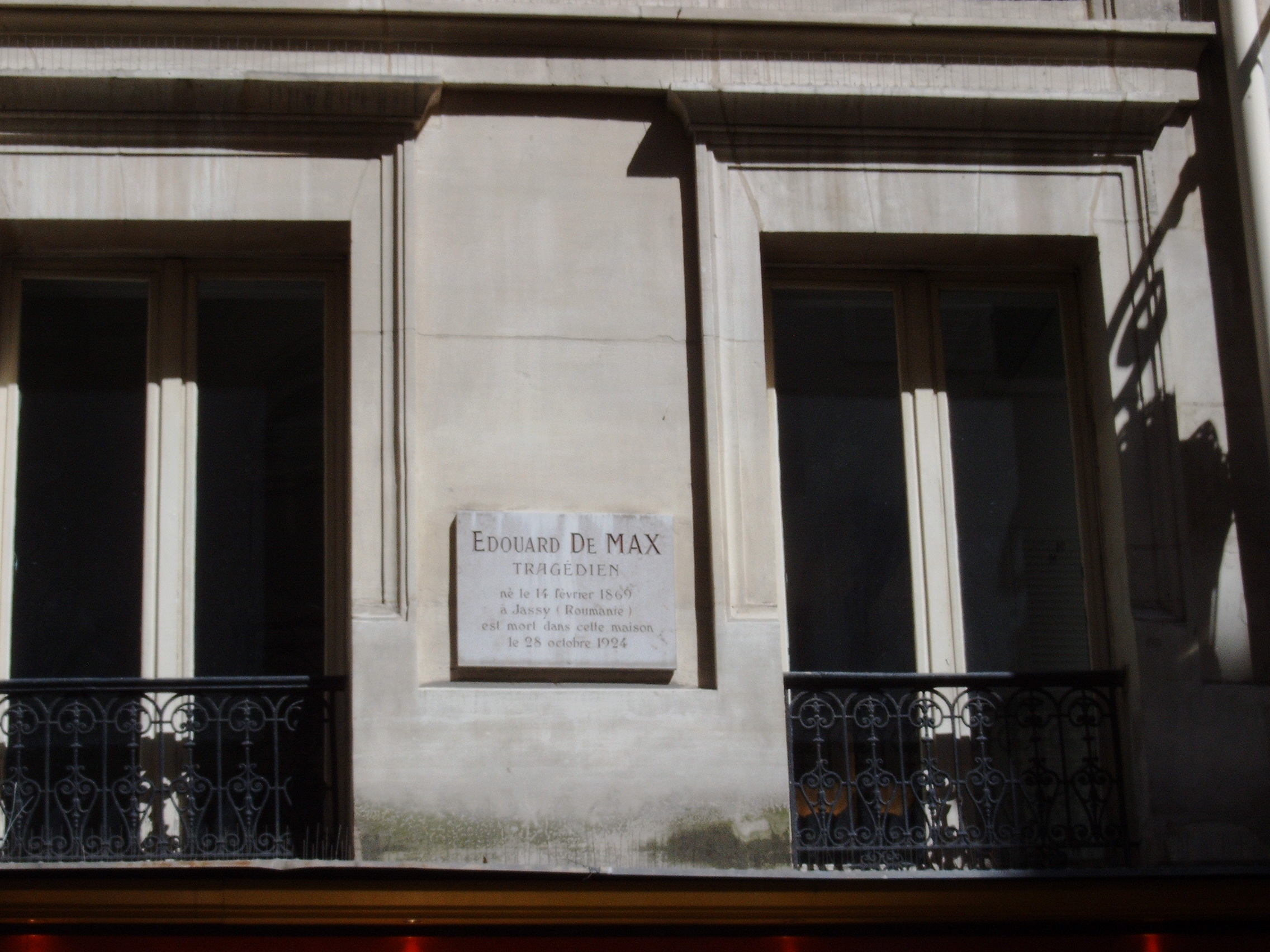
Targa commemorativa di Édouard De Max in rue de Caumartin 66

Figlio di un medico ebreo, nato il 14 febbraio 1869 a Iasi, in Romania, una volta trasferitosi a Parigi Édouard de Max si spacciò per un nobile principe, per attirare l'attenzione.
Ma ben presto dimostrò capacità recitative durante i corsi di Worms al Conservatoire national supérieur d'art dramatique, da cui uscì con due primi premi, e debuttò all'Odeon (1891) nel ruolo di Nerone (Britannico), che resterà una delle sue parti preferite, assieme al Giulio Cesare, al Re Lear, a Il barbiere di Siviglia, a Il mercante di Venezia.
Ebbe una carriera brillante di notevoli successi in numerosi generi teatrali, dalla tragedia alla commedia, dal repertorio classico al contemporaneo,anche se i risultati più significativi li ottenne nel tragico e nel gusto decadentistico (Salomé di Oscar Wilde e La Pisanella di Gabriele D'Annunzio).
Édouard de Max recitò al Théâtre libre di André Antoine, e al Théâtre Sarah Bernhardt, a fianco della grande attrice e quindi entrò nel 1915 alla Comédie-Française, diventando partner fisso di Sarah Bernhardt, con la quale condivise alcune caratteristiche, quali la stravaganza, il disprezzo delle convenzioni e della banalità quotidiana.
Nella recitazione Édouard de Max si distinse nel ruolo d'imperatori decadenti, come Nerone del Britannico, anticipando il saluto "alla romana", che ispirò sia Gabriele D'Annunzio sia Benito Mussolini.
Pur essendo un tragico, Édouard de Max recitò in opere d'avanguardia, così come partecipò a tredici film muti di successo.
Tra i suoi meriti si può menzionare il lanciò di André Gide, recitando nel 1901 in Le Roi Candaule, oltre che di Jean Cocteau nel 1908.
Le sue qualità recitative si basarono sulla voce bronzea le cui sonorità, leggermente influenzate dalla cantilena romena, miscelavano il lirismo e il canto, ma anche sul suo corpo atletico, mostrato fino a suscitare scandalo, come nel 1900, quando apparve pressoché nudo, in Prometeo scritto da Jean Lorrain e musicato da Gabriel Fauré,con una sua maschera lirica composta e una sua maniera commossa.
Nel mondo del cinema, Édouard de Max partecipò alle prime tragedie classiche trasposte su pellicola, e tra le sue interpretazioni da ricordare quella del cardinale Richelieu nel film Les trois mousquetaires (1921) diretto da Henri Diamant-Berger.
Édouard de Max morì il 28 ottobre 1924 a Parigi, in Francia.

## Teatro
- Don Carlos, regia di André Antoine (1896)
- Judith Renaudin, regia di André Antoine (1898)
- Re Lear, regia di André Antoine (1904)
- Giulio Cesare, regia di André Antoine (1906)
- Timone d'Atene, regia di Firmin Gémier (1908)
- Perce-Neige et les sept gnomes, regia di Lugné-Poe (1909)

## Filmografia
- Macbeth, regia di J. Stuart Blackton (1908)
- La Tosca, regia di André Calmettes, Charles Le Bargy (1909)
- Polyeucte, regia di Camille de Morlhon (1910)
- Les Trois Mousquetaires, regia di André Calmettes (1912)
- Le Masque d'horreur, regia di Abel Gance (1912)
- Les Trois Mousquetaires, regia di Henri Diamant-Berger (1921)
- Vingt ans après, regia di Henri Diamant-Berger (1922)
- Le Mauvais Garçon, regia di Henri Diamant-Berger (1923)